# Ортис, Хуан Эстебан
Хуан Эстебан Ортис Бландон (исп. Juan Esteban Ortiz Blandón; род. 29 августа 1987 года, Медельин, Колумбия) — колумбийский футболист, опорный полузащитник.

## Клубная карьера
Ортис — воспитанник клуба «Индепендьенте Медельин». В 2006 году он дебютировал в Кубке Мустанга. 10 февраля 2008 года в матче против «Депортиво Перейра» Хуан забил свой первый гол за команду. В следующем сезоне он помог клубу выиграть чемпионат. В 2011 году Ортис перешёл в «Мильонариос». 6 февраля в матче против «Атлетико Уила» он дебютировал за новую команду. 3 апреля в поединке против «Санта-Фе» Хуан забил свой первый гол за «Мильонариос». В своём дебютном сезоне он помог клубу выиграть Кубок Колумбии, а спустя год во второй раз стал чемпионом страны.
В начале 2015 года Ортис перешёл в «Атлетико Уила». 1 февраля в матче против «Патриотас» он дебютировал за новую команду. По окончании сезона Хуан покинул Колумбию и присоединился к американскому клубу «Даллас». 26 марта в матче против «Ди Си Юнайтед» он дебютировал в MLS. заменив во втором тайме Карлоса Груэсо.
В начале 2017 года Ортис вернулся на родину, подписав контракт с «Рионегро Агилас». 4 февраля в матче против «Америки» из Кали он дебютировал за новую команду. Летом 2017 года Хуан присоединился к панамскому «Чоррильо». 14 августа в матче против «Арабе Унидо» он дебютировал в чемпионате Панамы. В начале 2018 года Ортис вернулся на родину, став игроком «Депортес Киндио». 13 февраля в матче против «Кукута Депортиво» он дебютировал в колумбийской Примере B.

## Достижения
Командные
 «Индепендьенте Медельин»
- Чемпионат Колумбии по футболу — Финалисасьон 2009

 «Мильонариос»
- Чемпионат Колумбии по футболу — Финалисасьон 2012
- Обладатель Кубка Колумбии — 2011